# Maoklane
Maoklane  est une commune algérienne de la wilaya de Sétif, située à environ 70 km du chef-lieu de Wilaya, elle est bordée par le nord par les monts Babors, au sud par le Hammam Guergour, elle appartient à l'ancien Sahel Guebli, dans la commune mixte du Guergour, département de Constantine.

## Géographie
Maoklane est situé à 65 km au nord-ouest de Sétif, 85 km au nord-est de Bordj Bou Arreridj et à 85 km au sud de Béjaïa
| Draa Kebila     | Talaifacene | Talaifacene           |
| Draa Kebila     | Maoklane    | Draâ El-Kaïd (Béjaïa) |
| Hammam Guergour | Bougaa      | Ain Roua              |